# Instalação esportiva

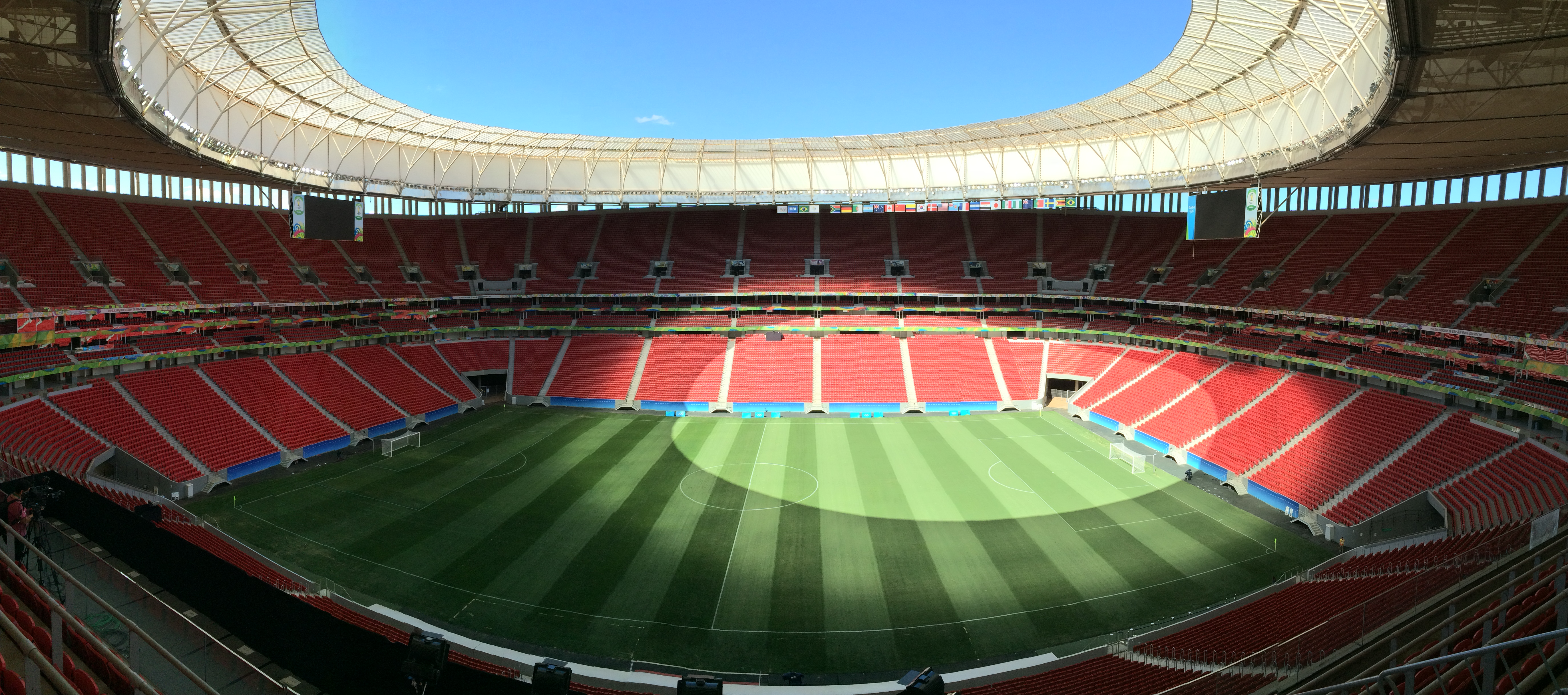
Vista interna do Estádio Nacional de Brasília Mané Garrincha, Brasil.

Um local esportivo (ou instalação esportiva) é uma construção, uma instalação ou um espaço onde ocorre uma disputa esportiva.
Um estádio (no plural: estádios) ou uma arena é um espaço ou local destinado a esportes ou outros eventos, que possui um campo ou um palco rodeado parcial ou totalmente por uma arquibancada projetada para acomodar os espectadores em pé ou sentados e permitir que eles assistam ao evento.
Há diversos tipos de locais esportivos, conforme o esporte praticado. Por exemplo, há o autódromo para as corridas de carro, o hipódromo para as corridas de cavalo, o velódromo para o ciclismo e a piscina para a natação. Alguns locais esportivos podem receber mais de cem mil espectadores, como o Indianapolis Motor Speedway nos Estados Unidos, que tem capacidade para 257 325 pessoas. Outros locais esportivos podem ser menores e mais aconchegantes, como uma sala de bilhar ou uma pista de boliche.

## História

Anfiteatro Flaviano (ou Coliseu), 2020

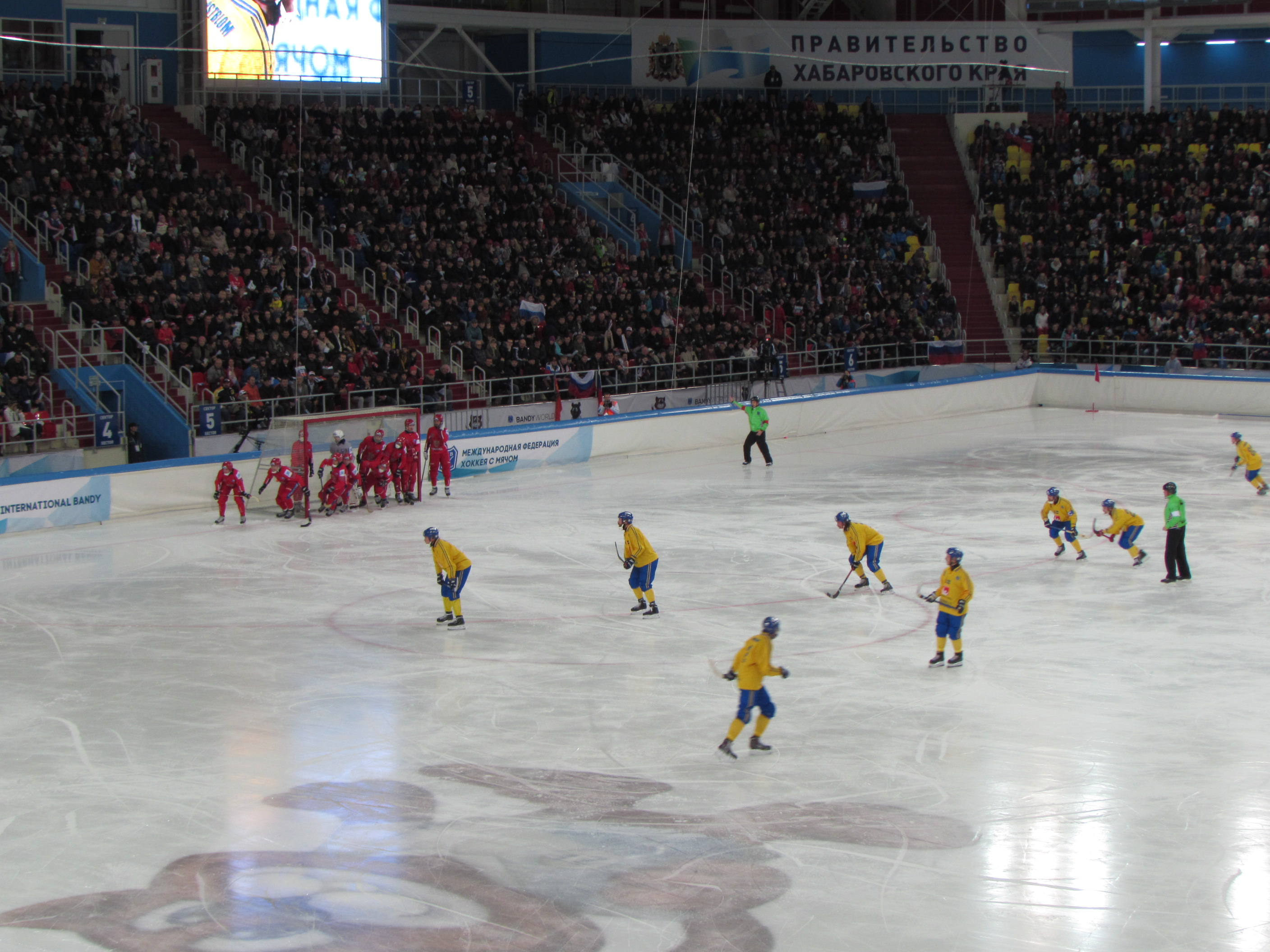
A Arena Yerofey, em Khabarovsk, na Rússia, foi o palco dos Campeonatos Mundiais de Bandy de 2015 e 2018.

Os locais esportivos possuem uma história milenar, que se origina na antiguidade. Gregos e romanos ergueram enormes estádios e anfiteatros para realizar eventos esportivos e de lazer, como os Jogos Olímpicos e os combates de gladiadores. Alguns desses locais antigos ainda estão preservados nos dias atuais, como o Coliseu em Roma e o Estádio Panatenaico em Atenas.
Com o surgimento de novos esportes e tecnologias, os locais esportivos modernos se tornaram mais sofisticados e variados. Alguns locais esportivos são planejados para abrigar vários esportes e eventos, como o Estádio Olímpico de Londres, que foi palco das cerimônias de abertura e encerramento dos Jogos Olímpicos de Verão de 2012, além das provas de atletismo. Outros locais esportivos são dedicados a um esporte específico, como o Centro de Curling Cubo de Gelo em Sochi, que foi cenário das disputas de curling nos Jogos Olímpicos de Inverno de 2014.
Os locais esportivos também expressam a cultura e a identidade dos países e das cidades que os acolhem. Eles podem ser ícones de orgulho nacional, como o Estádio Maracanã na cidade do Rio de Janeiro, que é visto como um santuário do futebol brasileiro. Eles também podem ser modelos de arquitetura e design inovadores, como o Estádio Nacional de Pequim, que é chamado de "Ninho de Pássaro" por sua estrutura de aço entrelaçada.